# Llista de batles de Deià

## Batles delseglexviii
| Núm. | Batle                       | Inici del mandat |
| ---- | --------------------------- | ---------------- |
| 1    | Joan Masroig del Molí       | 1713             |
| 2    | Joan Muntaner               | 1718             |
| 3    | Bartomeu Borràs             | 1724             |
| 4    | Bartomeu Rullan de Miquel   | 1726             |
| 5    | Joan Masroig i Rullan       | 1760             |
| 6    | Joan Masroig de la Foradada | 1769             |
| 7    | Joan Masroig i Rullan       | 1772             |
| 8    | Joan Masroig de la Foradada | 1778             |
| 9    | Gabriel Masroig             | 1797             |
| 10   | Joan Masroig i Rullan       | 1798             |

## Batles delsegle XIX
| Núm. | Batle                  | Inici del mandat |
| ---- | ---------------------- | ---------------- |
| 1    | Joan Masroig i Mayol   | 1803             |
| 2    | Joan Bauçà             | 1809             |
| 3    | Bartomeu Masroig       | 1809             |
| 4    | Joan Baptista Masroig  | 1822             |
| 5    | Guillem Cardell Rullan | 1823             |
| 6    | Miquel Ripoll          | 1824             |
| 7    | Guillem Cardell Rullan | 1825             |
| 8    | Bartomeu Canals        | 1803             |
| 9    | Joan Bauçà             | 1827             |

## Batles de1901a1979
| Núm. | Batle                     | Inici del mandat | Fi del mandat |
| ---- | ------------------------- | ---------------- | ------------- |
| 1    | Bartomeu Vives Mas        | 1901             | 1905          |
| 2    | Joan Ripoll Vives         | 1905             | 1906          |
| 3    | Francesc Vives Colom      | 1906             | 1910          |
| 4    | Guillem Cardell Amengual  | 1910             | 1912          |
| 5    | Martí Bauçà Gastesi       | 1912             | 1913          |
| 6    | Pere Ignasi Mas Canyelles | 1913             | 1917          |
| 7    | Bartomeu Garcés Colom     | 1917             | 1918          |
| 8    | Francesc Vives Colom      | 1918             | 1922          |
| 9    | Guillem Cardell Amengual  | 1922             | 1923          |
| 10   | Josep Salas Ripoll        | 1923             | 1930          |
| 11   | Pere Ignasi Mas Canyelles | 1930             | 1933          |
| 12   | Joan Garcia Lucas         | 1933             | 1933          |
| 13   | Bartomeu Gamundí Vives    | 1933             | 1936          |
| 14   | Joan Marroig Mas          | 1936             | 1936          |
| 15   | Bernat Colom Visconti     | 1936             | 1937          |
| 16   | Joan Bauçà Vives          | 1937             | 1938          |
| 17   | Bartomeu Gamundí Vives    | 1938             | 1938          |
| 18   | Lluc Oliver Vicens        | 1938             | 1953          |
| 19   | Bartomeu Gamundí Vives    | 1953             | 1954          |
| 20   | Sebastià Ripoll Marroig   | 1954             | 1963          |
| 21   | Lluc Morell Cardell       | 1963             | 1963          |
| 22   | Joan Vives Ripoll         | 1963             | 1971          |
| 23   | Bartomeu Bauzà Rullan     | 1971             | 1974          |
| 24   | Epifanio Apesteguia Díaz  | 1974             | 1979          |

## Batllesescollitsdemocràticamentdes de la mort deldictadorFrancisco Franco
| Número | Legislatura | Batle                         | Inici del mandat | Fi del mandat | Partit         | Suport del Ple   |
| ------ | ----------- | ----------------------------- | ---------------- | ------------- | -------------- | ---------------- |
| 1      | I           | Epifanio Apesteguia Díaz      | 1979             | 1983          | UCD            | Majoria absoluta |
|        | II          | Epifanio Apesteguia Díaz      | 1983             | 1986          | UM             | Majoria absoluta |
| 2      |             | Josep Salas Santos            | 1986             | 1987          | UM             | Majoria absoluta |
| 3      | III         | Francesc Xavier Salas Santos  | 1987             | 1991          | UM             | Majoria absoluta |
|        | IV          | Francesc Xavier Salas Santos  | 1991             | 1995          | UM-PP          | Majoria absoluta |
|        | V           | Francesc Xavier Salas Santos  | 1995             | 1999          | PP             | Majoria absoluta |
|        | VI          | Francesc Xavier Salas Santos  | 1999             | 2003          | PP             | Majoria absoluta |
| 4      | VII         | Jaume Crespí Deyà             | 2003             | 2007          | PP             | Majoria absoluta |
|        | VIII        | Jaume Crespí Deyà             | 2007             | 2011          | PP             | Majoria absoluta |
|        | IX          | Jaume Crespí Deyà             | 2011             | 2014          | PP             | Majoria absoluta |
| 5      |             | Magdalena López Vallespir     | 2014             | 2015          | PP             | Majoria absoluta |
|        | X           | Magdalena López Vallespir     | 2015             | 2019          | Junts X Deià   | Majoria absoluta |
| 6      | XI          | Lluís Enric Apesteguia Ripoll | 2019             | en el càrrec  | Agrupació DEIA | Majoria absoluta |